# Romaine Fielding
Romaine Fielding, pseudonimo di William Grant Blandin (Bowling Green, 22 maggio 1867 – Hollywood, 15 dicembre 1927), è stato un attore, regista e sceneggiatore statunitense.

## Biografia
Nato nel Kentucky nel 1867, fu un attore teatrale prima di avvicinarsi al cinema dove iniziò a lavorare nel 1911, interpretando e dirigendo il suo primo film, Love's Victory. Direttore generale della Lubin Manufacturing Company nella West Coast, girò un certo numero di film western o in stile messicano ambientati in California, Arizona e New Mexico.
Nel 1917, in seguito alla cessazione dell'attività degli studios della Lubin, Fielding lasciò il cinema per un breve periodo. Riprese a lavorare nel 1920 continuando fino alla sua morte, nel 1927.
Nella sua carriera, Fielding interpretò ottantacinque film, ne diresse quasi ottanta e ne sceneggiò trentacinque. Nel 1915, produsse The Eagle's Nest, un western che co-diresse con Edwin Arden.
Romaine Fielding morì a Hollywood il 15 dicembre 1927 a causa di una trombosi. È stato sepolto al Forest Lawn Memorial Park di Glendale, nella contea di Los Angeles.

### Vita privata
Fielding si sposò due volte. La prima con Florence Mabel Van Valkenburg il 30 luglio 1907 a Chicago. La coppia divorziò dieci anni dopo, nel 1917. Nel 1918, si sposò con l'attrice Joan Arliss (vero nome Naomi Sachs). Da questo matrimonio, che sarebbe durato fino alla morte di Fielding nel 1927, nacquero tre figli.

## Filmografia

### Regista
- Love's Victory - cortometraggio (1911)
- The Ranchman's Daughter - cortometraggio (1911)
- Western Chivalry - cortometraggio (1911)
- The Teamster - cortometraggio (1911)
- The Salted Mine - cortometraggio (1912)
- The Ingrate - cortometraggio (1912)
- A Western Courtship (1912)
- The Cringer (1912)
- The Uprising (1912)
- The Forest Ranger - cortometraggio (1912)
- The Family Next Door - cortometraggio (1912)
- The Way of the Mountains (1912)
- A Son's Devotion (1912)
- Chief White Eagle (1912)
- A Soldier's Furlough (1912)
- His Western Way (1912)
- The Blind Cattle King (1912)
- The Sheepherder - cortometraggio (1913)
- The Mountaineer (1913)
- The Golden God (1913)
- The Gentleman from New Mexico (1913)
- Temporal Death (1913)
- Riot at Smelter (1913)
- His Blind Power (1913)
- Courageous Blood - cortometraggio (1913)
- Who Is the Savage? - cortometraggio (1913)
- The Unknown (1913)
- An Adventure on the Mexican Border (1913)
- In the Land of the Cactus (1913)
- The Toll of Fear (1913)
- Pedro's Treachery (1913)
- A Girl Spy in Mexico (1913)
- The Penalty of Jealousy (1913)
- The Accusing Hand (1913)
- Out of the Beast a Man Was Born (1913)
- The Weaker Mind (1913)
- A Dash for Liberty (1913)
- The Fatal Scar (1913)
- Good for Evil (1913)
- The Reformed Outlaw
- The Clod - cortometraggio (1913)
- The Counterfeiter's Fate
- The Higher Law (1913)
- The Evil Eye
- The Rattlesnake
- Hiawanda's Cross
- The Harmless One
- When Mountain and Valley Meet
- The Circle's End - cortometraggio (1914)
- The Man from the West o The Gentleman from New Mexico - cortometraggio (1914)
- Battle of Gettysgoat (1914)
- All for Love (1914)
- The Dreamer (1914)
- On Circus Day
- The Crooks
- A Cowboy Pastime
- Green Backs and Red Skins - cortometraggio (1915)
- The Trapper's Revenge
- A Tragedy of the Hills
- Mr. Carlson of Arizona (1915)
- The Eagle's Nest, co-regia di Edwin Arden (1915)
- From Champion to Tramp (1915)
- The Great Lone Land
- When Souls Are Tried
- A Species of Mexican Man (1915)
- A Romance of Mexico
- Teasing a Tornado
- Advertising Did It
- A Desert Honeymoon (1915)
- The Valley of Lost Hope (1915)
- A Western Governor's Humanity (1915)
- Hang on Cowboy (1916)
- The Desert Rat - cortometraggio (1916)
- For the Freedom of the World (1917)
- Moral Courage (1917)
- The Crimson Dove (1917)
- Youth (1917)
- The Rich Slave (1921)
- The Man Worthwhile (1921)

### Attore
- The Senorita's Conquest (1911)
- Love's Victory, regia di Romaine Fielding (1911)
- The Mexican (1911)
- A Romance of the 60's (1911)
- The Ranchman's Daughter, regia di Romaine Fielding (1911)
- Western Chivalry, regia di Romaine Fielding (1911)
- The Teamster, regia di Romaine Fielding (1911)
- The Soldier's Return (1911)
- A Noble Enemy
- Through the Drifts
- The Impostor (1912)
- A Mexican Courtship, regia di Wilbert Melville (1912)
- The Revolutionist
- A Son's Devotion, regia di Romaine Fielding (1912)
- The Salted Mine, regia di Romaine Fielding - cortometraggio (1912)
- A Romance of the Border, regia di Romaine Fielding (1912)
- An Indian's Gratitude (1912)
- The Ingrate, regia di Romaine Fielding (1912)
- The Halfbreed's Treachery, regia di Harry Solter (1912)
- A Western Courtship, regia di Romaine Fielding (1912)
- The Ranger's Reward (1912)
- The Talker (1912)
- The Detective's Conscience (1912)
- The Sand Storm (1912)
- The Cringer
- The Uprising
- The Forest Ranger, regia di Romaine Fielding - cortometraggio (1912)
- The Family Next Door, regia di Romaine Fielding (1912)
- Chief White Eagle
- A Soldier's Furlough
- His Western Way
- The Blind Cattle King
- The Power of Silence
- The Gentleman from New Mexico
- Courageous Blood, regia di Romaine Fielding (1913)
- Who Is the Savage?, regia di Romaine Fielding (1913)
- The Unknown, regia di Romaine Fielding (1913)
- An Adventure on the Mexican Border
- In the Land of the Cactus
- The Toll of Fear
- Pedro's Treachery
- A Girl Spy in Mexico
- The Penalty of Jealousy
- The Accusing Hand
- Out of the Beast a Man Was Born
- The Weaker Mind
- A Dash for Liberty
- Good for Evil, regia di Romaine Fielding (1913)
- The Clod, regia di Romaine Fielding (1913)
- The Counterfeiter's Fate
- The Higher Law, regia di Romaine Fielding (1913)
- A Leader of Men
- The Evil Eye (1913)
- The Rattlesnake
- Hiawanda's Cross
- The Harmless One
- When Mountain and Valley Meet
- Life, Love and Liberty, regia di Bertram Bracken (1913)
- The Golden God
- His Blind Power
- The Circle's End, regia di Romaine Fielding (1914)
- The Man from the West, regia di Romaine Fielding (1914)
- The Laziest Man (1914)
- The Fighting Blood (1914)
- Battle of Gettysgoat, regia di Romaine Fielding (1914)
- All for Love, regia di Romaine Fielding (1914)
- Love and Flames
- The Dreamer, regia di Romaine Fielding (1914)
- The Kid's Nap
- The Belle of Breweryville
- The German Band
- On Circus Day
- The Crooks
- Mr. Carlson of Arizona, regia di Romaine Fielding (1915)
- The Eagle's Nest, regia di Edwin Arden e Romaine Fielding (1915)
- From Champion to Tramp, regia di Romaine Fielding (1915)
- The Great Lone Land
- When Souls Are Tried
- A Species of Mexican Man, regia di Romaine Fielding (1915)
- A Desert Honeymoon
- The Valley of Lost Hope, regia di Romaine Fielding (1915)
- A Western Governor's Humanity, regia di Romaine Fielding (1915)
- Hang on Cowboy
- In the Hour of Disaster
- The Desert Rat, regia di Romaine Fielding - cortometraggio (1916)
- For the Freedom of the World, regia di Romaine Fielding (1917)
- A Woman's Man
- The Rich Slave
- The Man Worthwhile
- Ten Modern Commandments
- Il cavaliere nero (Rose of the Golden West), regia di George Fitzmaurice (1927)
- Gun Gospel
- The Shepherd of the Hills, regia di Albert S. Rogell (1928)
- The Noose, regia di John Francis Dillon (1928)

### Film o documentari dove appare Fielding
- Mexican War Pictures (1913)

### Produttore
- The Eagle's Nest, regia di Edwin Arden e Romaine Fielding (1915)